# جنبش وفاق ملی عراق
جنبش وفاق ملی عراق یکی از حزب‌های سیاسی عراق است که در سال ۱۹۹۱ از سوی اَیاد عَلاوی و صلاح عمر العلی بنیاد شد.
این حزب در زمان جنگ خلیج فارس به عنوان یک گروه مخالف با صدام حسین، رئیس جمهور وقت عراق برپا شد.
صلاح عمر العلی پس از چندی به خاطر اختلاف با ایاد علاوی این حزب را ترک کرد.
در زمان برپایی این حزب دو حزب اصلی مخالف با صدام حسین مجلس اعلای اسلامی عراق و حزب الدعوه بودند که هر دو از پشتیبانی جمهوری اسلامی ایران برخوردار بودند.
جنبش وفاق ملی عراق که به عنوان یک حزب جایگزین برای این دو تأسیس شد از سوی عربستان سعودی تأمین مالی شد و از پشتیبانی بریتانیا و ایالات متحده نیز برخوردار بود.
پس از حمله نیروهای هم‌پیمان آمریکا به عراق، جنبش وفاق ملی نقشی کانونی در دولت اشغالی ایفا کرد.
در اکتبر ۲۰۰۹ جنبش وفاق ملی عراق به ریاست ایاد علاوی نخست وزیر پیشین عراق و جبهه گفتگوی ملی به رهبری صالح مطلک در حزب واحدی به نام جنبش ملی عراق ادغام شدند.